# Acaasi (Litoral)
Acaasi ist ein Ort im Norden der Provinz Litoral in Äquatorialguinea. Er liegt an einer wichtigen West-Ost-Verbindung, etwa 30 km östlich von Bata.

## Geographie
Der Ort liegt bei Mindyiminvé zwischen Mboete (Machinda) und Bileng am Ostrand der Küstenebene.

## Klima
Nach dem Köppen-Geiger-System zeichnet sich Acaasi durch ein tropisches Klima mit der Kurzbezeichnung Am aus.